# Красные кхмеры
«Кра́сные кхме́ры» (кхмер. ខ្មែរក្រហម, Kmae Krɑhɑɑm, Khmer Kror-Horm) — неофициальное название националистического прокитайского течения аграрного толка в Коммунистической партии Кампучии и коммунистическом движении в Камбодже. В подавляющем большинстве красные кхмеры действительно были этническими кхмерами. Их идеология базировалась на маоизме, неприятии всего западного и современного, вьетнамофобии и кхмерском ультранационализме.
Течение появилось в Коммунистической партии Кампучии в 1968 году как прокитайское крыло, противостоявшее просоветскому крылу и являлось одной из сторон гражданской войны в Камбодже, в которую активно вмешивались Северный Вьетнам, Южный Вьетнам и США. Численность — около 30 тысяч человек. Первоначально членами этого движения были радикально настроенные кхмеры, обучавшиеся во Франции и Камбодже. Пополняли движение в основном подростки 12—15 лет, лишившиеся родителей и ненавидевшие горожан как «пособников американцев».

## Захват власти
17 апреля 1975 года (то есть за две недели до вступления северовьетнамских войск в Сайгон) партизаны захватили столицу страны — Пномпень. Прежде чем «красные кхмеры» взяли под свой контроль Пномпень, они казнили захваченных соратников Лон Нола и его брата, расстреляв их на стадионе Пном Пхень. Правивший режим (Кхмерская республика) был свергнут, а сам Лон Нол бежал. В течение года формально главой государства считался принц Нородом Сианук, а премьер-министром — Пенн Нут, однако оба находились под домашним арестом и политической роли не играли. Фактически власть перешла к коммунистам-маоистам «красным кхмерам».
14 апреля 1976 года первая сессия Совета народных представителей Демократической Кампучии избрала председателем государственного президиума — президентом страны Кхиеу Сампхана, премьер-министром — Пол Пота, тремя его заместителями Иенг Сари (он же ведал иностранными делами), Ван Вета (ведал национальной экономикой) и Сон Сена (ведал национальной обороной), председателем Постоянного комитета Совета народных представителей был избран Нуон Чеа.
К концу декабря 1978 года движение «Красные кхмеры» контролировало около 99 % территории страны. Оппозиция (Лон Нол) была вытеснена на север в джунгли, провьетнамская была малочисленна и разрозненна.
Государство Камбоджа было переименовано в Демократическую Кампучию. Год прихода к власти «красных кхмеров» был объявлен нулевым.

## Символика

Флаг Коммунистической партии Кампучии, использовавшийся движением со времён партизанской борьбы 1950-х гг. и до начала 1980-х

Флаг Демократической Кампучии, также — неофициальный флаг камбоджийских партизан с 1950-х гг. На флаге изображён Ангкор-Ват

Красные кхмеры использовали с 1950-х годов с различными вариациями красный флаг, на котором были изображены либо серп и молот (в центре флага), либо золотой силуэт храма Ангкор-Ват. Во многих публикациях и даже кинохудожественных произведениях повторяется ошибка, когда флаг движения MONATIO, запечатлённый на широко известных кадрах вступления красных кхмеров в Пномпень, принимается за символику красных кхмеров.
Народная республика Кампучия, основанная перешедшими на сторону Вьетнама бывшими «красными кхмерами», использовала их же флаг с модифицированным (геометрически упрощённым) силуэтом Ангкор-Вата.

## Социальное устройство

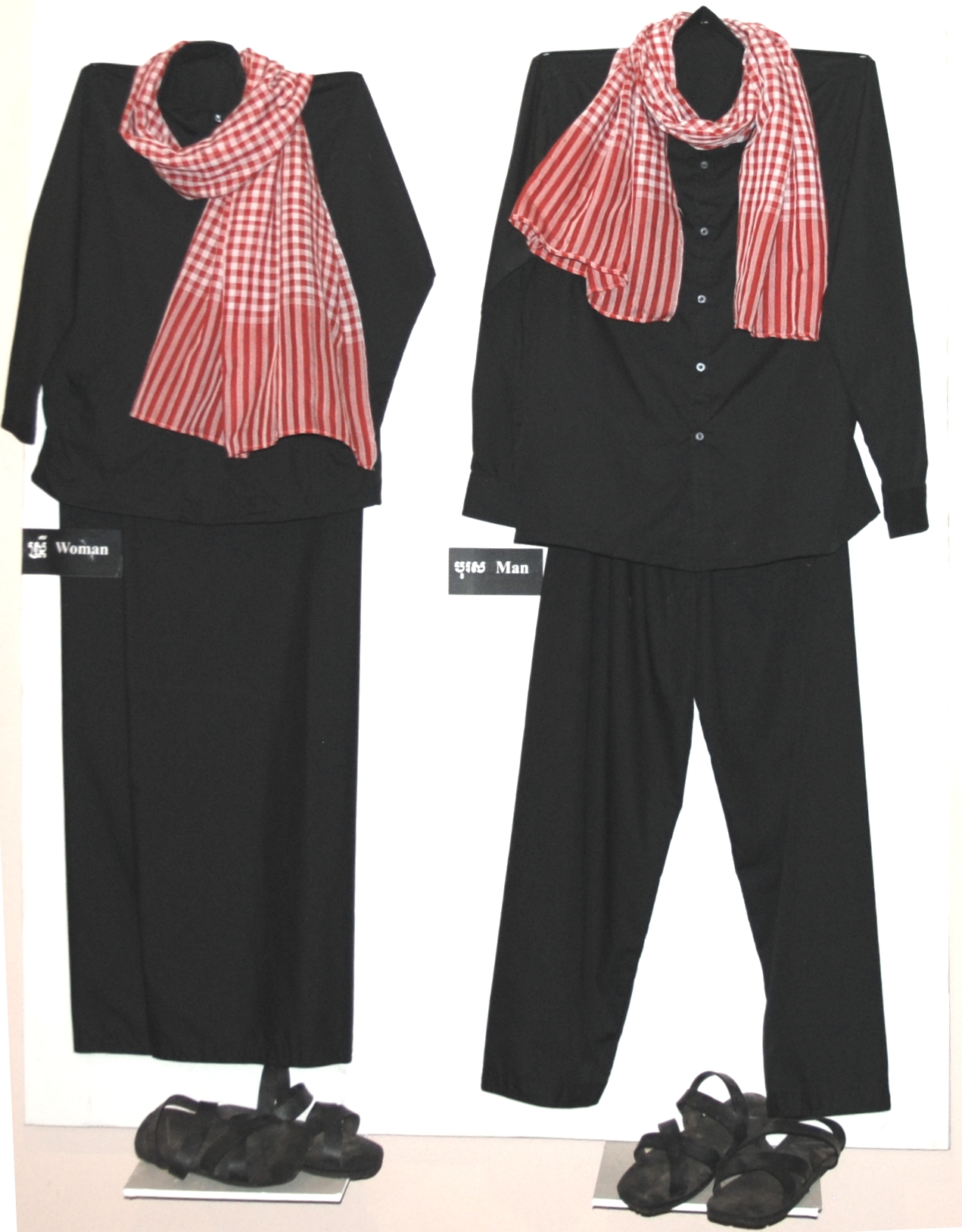
Униформа красных кхмеров

Внутренняя политика «красных кхмеров» была закрытой от внешнего мира, вся сущность режима выяснилась позже. В течение пяти лет истории Демократической Кампучии нарушения прав и свобод человека, включая право на жизнь, затрагивали значительную часть населения.
«Красные кхмеры» установили политическую диктатуру. Они объявили о начале «революционного эксперимента» для построения в Камбодже «стопроцентно коммунистического общества». В условиях Камбоджи создавалась специфическая форма «казарменного коммунизма» и «аграрного социализма», основанная на идеях Пол Пота.
Придя к власти, правительство Пол Пота поставило три тактические задачи, требующие немедленного решения:
- прекратить политику разорения крестьянства — основы кампучийского общества, покончить с коррупцией и ростовщичеством;
- ликвидировать извечную зависимость Кампучии от зарубежных стран;
- навести порядок в стране, для чего в первую очередь надо установить жёсткий политический режим.

Стратегически на первом этапе состоялось выселение жителей городов в сельскую местность, ликвидация товарно-денежных отношений, многих институтов и служб государства, социальной сферы и жизнеобеспечения, преследование буддистских монахов и вообще полный запрет каких-либо религий, физическое уничтожение чиновников и военнослужащих прежнего режима всех уровней, бывших владельцев плантаций и крупных хозяйств.
Всё население страны было разделено на три основные категории. Первая — «основной народ» — включала в себя жителей областей. Вторая часть — «новый народ» или «люди 17 апреля». Это жители городов и деревень, находившихся долгое время на временно оккупированной американцами территории или под контролем марионеточных сил Лон Нола. Эта часть населения должна была быть подвергнута серьёзному перевоспитанию. Фактически же, эта группа населения оказалась на положении рабов, особенно те из них, кто был перемещён в северные и северо-западные районы страны. 99 процентов всех погибших от голода и болезней в 1975 году были как раз выходцами из городов, то есть принадлежали к «новому народу». Третья часть — интеллигенция, реакционное духовенство, лица, служившие в государственном аппарате прежних режимов, офицеры и сержанты лонноловской армии, ревизионисты, проходившие подготовку в Ханое. Эта категория населения должна была быть подвергнута широкомасштабной чистке, фактически — тотальному истреблению.
Все граждане были обязаны работать. Вся страна была превращена в трудовые сельскохозяйственные коммуны, где продолжительность рабочего дня часто достигала 14 часов, в которых местное бедное и среднее крестьянство и согнанные из городов люди в тяжелейших условиях занимались малоквалифицированным физическим трудом — в основном высаживанием риса и прокладкой ирригационных каналов. В коммунах размещали горожан, вывозившихся из городов при «эвакуации в связи с угрозой американского наступления».
Обобществлённых детей изолировали в концлагеря, где им должны были привить любовь к действующему режиму и Пол Поту, а также заставить их ненавидеть своих родителей. В армию «красных кхмеров» забирали подростков — им выдавалось оружие и практически вся локальная власть оставалась за ними. Они патрулировали улицы, надзирали за работой на плантациях, жестоко пытали и уничтожали людей.
Были «отменены» (полностью уничтожены) системы медицины, образования, науки и культуры. Больницы, школы, вузы, библиотеки, все другие учреждения культуры и науки были закрыты. Были запрещены деньги, иностранные языки, иностранные книги. Было запрещено писать и читать что-либо, кроме указов и прочих документов командования. Ношение очков рассматривалось как неблагонадёжность и служило одним из пунктов обвинений вплоть до расстрелов.
Воров карали расстрелом без суда. Смертная казнь грозила и осуществлялась за малейшую провинность (например, рождение ребёнка без разрешения руководства коммуны, за «ностальгию» по дореволюционным временам, сорванный с дерева плод, собранный с поля после уборки урожая рис и т. п.), практиковался геноцид по национальным и социальным параметрам — физически уничтожались (с членами семей, включая детей) этнические китайцы, вьетнамцы, отдельные тямские народы, бывшие представители господствующих классов, буддийские монахи и другие священники, большая часть врачей, педагогов, студентов и даже просто имеющих высшее образование.
В Демократической Кампучии «красных кхмеров» была введена специфическая лексика, напоминающая новояз, литературные слова (вплоть до слов вроде «мать» или «отец») заменялись революционными жаргонно-конспиративными и диалектными, были отменены стандартные для языков Юго-Восточной Азии формы вежливости.
Имена и портреты руководителей страны (Пол Пот — официально Брат № 1, Нуон Чеа — Брат № 2, Иенг Сари — Брат № 3, Та Мок — Брат № 4, Кхиеу Сампхан — Брат № 5) держались в тайне от населения.
Демократическая Кампучия была почти полностью изолирована от внешнего мира, полноценные дипломатические контакты поддерживались только с Китаем, Албанией и Северной Кореей, частичные — с Румынией и Францией.

## Геноцид
Длительная гражданская война, вторжение Вьетнама, массированные бомбардировки США территории Камбоджи, обилие беженцев и принудительно перемещённых лиц, ангажированность свидетелей затрудняют оценку масштабов потерь гражданского населения от репрессивной деятельности красных кхмеров. Встречаются самые разные оценки: от десятков тысяч до нескольких миллионов.
Согласно идее Пол Пота, для строительства «светлого будущего» стране был необходим «один миллион преданных людей». Остальные шесть с лишним миллионов жителей подлежали жёстким ограничениям с перевоспитанием или физическому уничтожению как «неспособные» перевоспитаться. Например, из десятков тысяч человек, отправленных в одну из тюрем, Туол Сленг (ныне музей геноцида), лишь о двенадцати известно, что они выжили — по счастливому стечению обстоятельств их просто не успели расстрелять. На сегодняшний день один из пленных является главным свидетелем в суде по делу режима Пол Пота.

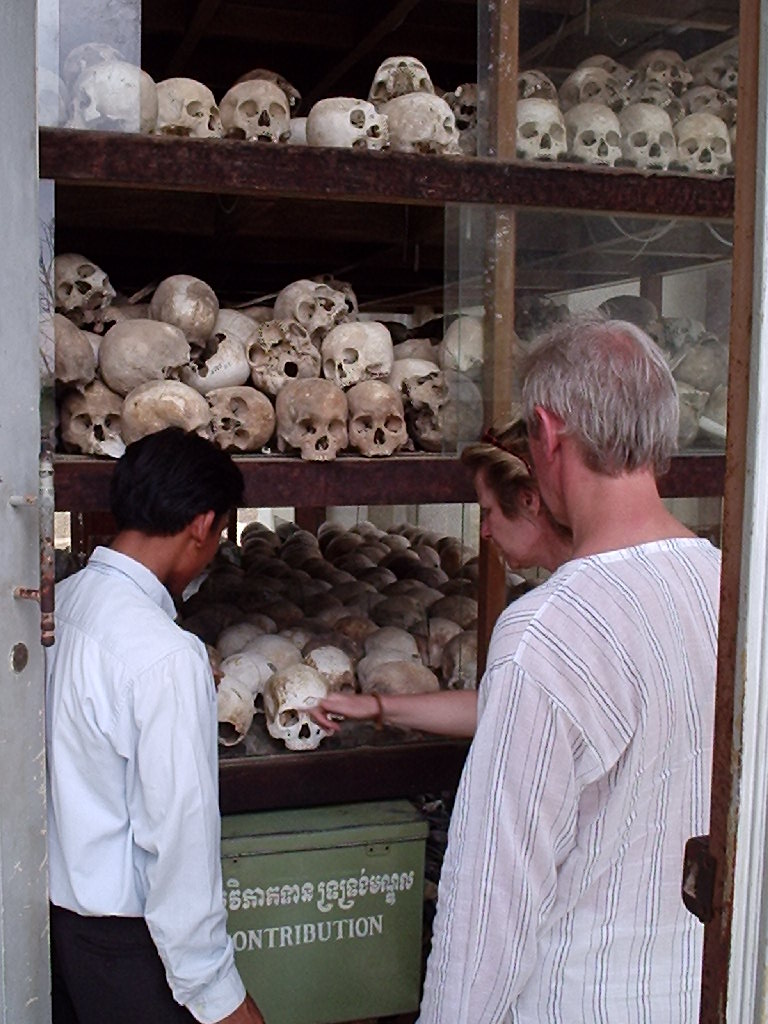
«Поля смерти» — мемориал жертв геноцида в Камбодже

Британские империалисты не имеют права говорить о правах человека. Всему миру хорошо известна их варварская сущность. Лидеры Британии утопают в роскоши, тогда как пролетариат имеет право только на безработицу, болезни и проституцию.
— Представитель камбоджийского правительства в Комиссии ООН по правам человека

Полпотовцы:
- мотыгами, киркомотыгами, палками, железными прутьями они били своих жертв по голове; ножами и острыми листьями сахарной пальмы они перерезали своим жертвам горло, вспарывали животы, извлекали печень, которую съедали, и желчные пузыри, которые шли на изготовление «лекарств»;
- используя бульдозеры, они давили людей, а также применяли взрывчатку — чтобы убивать как можно больше за раз;
- они закапывали людей заживо и сжигали тех, кого подозревали в причастности к оппозиции режиму; они постепенно срезали с них кожу и плоть, обрекая людей на медленную смерть;
- они подбрасывали детей в воздух, а потом подхватывали их штыками, они отрывали у них конечности, разбивали им головы о деревья;
- они бросали людей в пруды, где держали крокодилов, они подвешивали людей к деревьям за руки или ноги, чтобы те подольше болтались в воздухе…

— Из обвинительного заключения народно-революционного трибунала Кампучии по делу «преступной клики Пол Пота — Иенг Сари»

1 160 307 человек представили доказательства преступлений полпотовцев. За период между 1975 и 1978 годами число погибших составило 2 746 105 человек, среди которых 1 927 061 крестьянин, 25 168 монахов, 48 359 представителей национальных меньшинств, 305 417 рабочих, служащих и представителей других профессий, около 100 писателей и журналистов, некоторое количество иностранных граждан, а также старики и дети. 568 663 человека пропали без вести и либо погибли в джунглях, либо погребены в массовых захоронениях, подобных тем, которые были обнаружены в районе аэропорта Кампонгчнанг, около Сиемреапа и вдоль склонов хребта Дангрек. Эти 3 374 768 человек были убиты ударами мотыг, дубин, сожжены, закопаны живьём, разрезаны на части, зарезаны с помощью острых листьев сахарной пальмы, отравлены, убиты ударами тока, они подвергались пыткам с вырыванием ногтей, были раздавлены гусеницами тракторов, брошены на съедение крокодилам, у них вырезали печень, которая служила пищей палачам, маленьких детей четвертовали живыми, подбрасывали в воздух и насаживали на штыки, били о стволы деревьев, женщин насиловали и сажали на колы.
Режим Пол Пота оставил после себя 141 848 инвалидов, более 200 тысяч сирот, многочисленных вдов, которые не нашли свои семьи. Оставшиеся в живых были лишены сил, были неспособны к воспроизводству и находились в состоянии нищеты и полного физического истощения.
Большое количество молодых людей потеряло своё счастье вследствие насильных браков, осуществлявшихся полпотовцами в массовых масштабах.
Было разрушено 634 522 здания, из них 5857 школ, а также 796 госпиталей, фельдшерских пунктов и лабораторий, 1968 храмов были разрушены или превращены в складские помещения или тюрьмы. Были также уничтожены 108 мечетей. Полпотовцы уничтожили несметное количество сельскохозяйственных инструментов, а также 1 507 416 голов крупного рогатого скота.
— Протокол о преступлениях клики Пол Пота — Иенг Сари — Кхиеу Сампхана по отношению к кампучийскому народу в период 1975—1978 годов

### Преследования за религиозные убеждения
В конституции Демократической Кампучии было записано: «Категорически запрещаются реакционные религии, наносящие вред Демократической Кампучии, кампучийскому народу». В соответствии с этой статьёй конституции происходило преследование и массовое истребление по религиозному признаку. Одним из первых был убит 18 апреля 1975 года в пагоде Пранг (округ Удонг, провинция Кампонгспы) верховный глава буддийской организации маханникай Хуот Тат. Лишь немногим из 82 тыс. буддийских бонз удалось спастись. Уничтожались статуи будд и буддийские книги, пагоды и храмы были превращены в склады, не осталось ни одной действующей пагоды из 2800, имевшихся в прежней Камбодже.
С 1975 по январь 1979 года были убиты все 60 тысяч христиан Камбоджи: как священники, так и миряне. Все церкви были разграблены и большинство взорвано. Были зверски убиты после пыток глава мусульман Хари Рослос и его помощники хаджи Сулейман и хаджи Мат Сулейман. Из 20 тысяч мусульман, проживавших в округе Каммпонгсием (провинция Кампонгтям), в живых не осталось ни одного человека. Из 20 тысяч мусульман уезда Кампонгмеас той же провинции в живых осталось лишь четыре человека. Были разрушены и разорены все 114 мечетей, некоторые из них были превращены в свинарники, взорваны динамитом или снесены бульдозерами.

### Оценки геноцида
В результате репрессий убито, по различным оценкам, от 1 до 3 миллионов человек, — точное число назвать невозможно в связи с отсутствием переписей; по отношению числа уничтоженных к общему количеству населения режим «красных кхмеров» — один из самых жестоких режимов в истории человечества.
Вышеприведённая официальная оценка правительства и народно-революционного трибунала Народной Республики Кампучия содержит число 2,75 миллиона человек, погибших от преступлений «красных кхмеров».
Во время существования режима красных кхмеров многие левые интеллектуалы Запада отрицали геноцид или утверждали, что число жертв значительно преувеличено. После вьетнамского вторжения, когда факты полпотовских преступлений стали широко публиковаться в западной прессе, многие из них раскаялись и пересмотрели свою точку зрения, однако произошёл поворот в другую сторону: теперь уже консервативная пресса стала преуменьшать преступления Пол Пота, так как в странах НАТО его рассматривали как естественного союзника против социалистического Вьетнама, победившего в войне против США. В связи с этим именно красные кхмеры продолжали представлять Кампучию в ООН до начала 1990-х годов (с 1982-го в ООН было представлено Коалиционное правительство Демократической Кампучии в изгнании, в которое, помимо красных кхмеров, входили сторонники Нородома Сианука и Сон Санна).
Современный и иностранный анализ политики «красных кхмеров», как правило, также сводится к утверждению о крайней форме геноцида кхмерского народа, хотя называются несколько меньшие оценки числа жертв. Всемирный банк приводит число потерь населения за 1975—1980 около полумиллиона человек. Встречаются ещё меньшие оценки жертв — так, Milton Leitenberg утверждает, что непосредственно убито 80—100 тыс. человек.
В то же время, часть населения страны ностальгирует по временам режима «красных кхмеров». Так, примерно треть студентов назвала Пол Пота самой выдающейся личностью в истории Камбоджи.
Чрезвычайный трибунал Камбоджи, основанный в 2003 году при поддержке ООН, вёл обвинительные дела в отношении 4 наиболее высокопоставленных чиновников «красных кхмеров». В отношении Канг Кек Иеу вынесен приговор, он обвинен в убийстве 12 тысяч человек в тюрьме Туол Сленг. Только один из 4 обвиняемых признал свою вину под давлением.

## Война с Вьетнамом и свержение режима «красных кхмеров»
В результате гражданской войны и действий режима «красных кхмеров» страна пришла в упадок. Вскоре разразилась война с Вьетнамом, развязанная «красными кхмерами»: уже в мае 1975 года, сразу после окончания боевых действий во Вьетнаме, они провели первое нападение на вьетнамскую территорию (остров Фукуок), а в дальнейшем периодически проводили такие нападения, при этом убивая мирное вьетнамское население; например, на острове Тхо-Чу они убили 500 человек.
В районах, приграничных с Вьетнамом («Восточная зона»), глава зоны Сао Пхим установил особо жестокий режим. В результате поднявшегося в мае-июне 1978 года восстания он покончил жизнь самоубийством, а его родственники были убиты. Тем не менее, восстание было жестоко подавлено, в ходе репрессий было уничтожено более 100 тыс. местных жителей (включая всю родную деревню Сао Пхима), а уцелевшие участники бежали во Вьетнам.
25 декабря 1978 года (или в ноябре) вьетнамские войска начали полномасштабное вторжение в Камбоджу для свержения тирании Пол Пота, причём на их сторону переходили большие группировки «красных кхмеров». Уже 7 января был взят Пномпень. Один из бывших высокопоставленных полководцев, Хенг Самрин, возглавил провьетнамское правительство провозглашённой Народной Республики Кампучия (НРК).
Свержение режима Пол Пота вызвало резкое недовольство КНР. После нескольких недель непрерывных пограничных стычек, 17 февраля 1979 года китайская армия вторглась во Вьетнам. Понеся тяжёлые потери, китайцы продвинулись лишь на 50 км вглубь Вьетнама. Через месяц Китайско-вьетнамская война завершилась. Ни одна из сторон не добилась решающих результатов.

После свержения вьетнамскими войсками «красные кхмеры», по-прежнему располагая поддержкой Китая, вели боевые действия против провьетнамски-просоветского правительства Хенг Самрина — Хун Сена. 

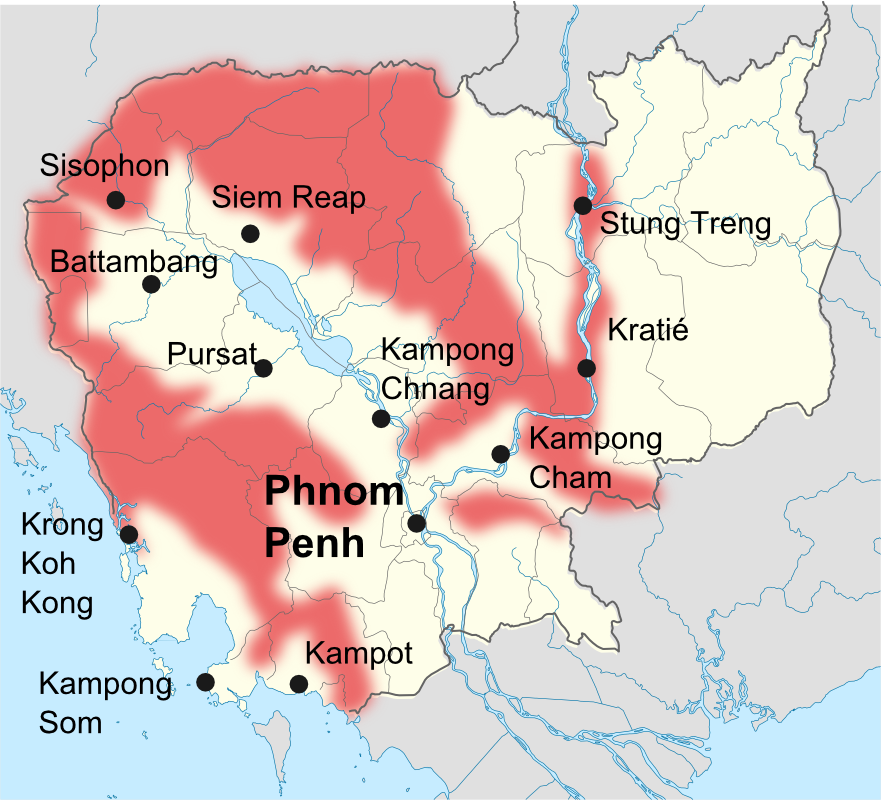
Карта активности красных кхмеров в 1989—1990

 В 1982 году в эмиграции было сформировано Коалиционное правительство Демократической Кампучии (CGDK), которое представляло Камбоджу в ООН и других международных организациях вместо как режима «красных кхмеров», так и сменившей его Народной Республики Кампучия. В CGDK входила полпотовская Партия Демократической Кампучии, прозападный Национальный фронт освобождения кхмерского народа экс-премьера Сон Санна и сторонники принца Сианука из партии ФУНСИНПЕК. Главой «Демократической Кампучии» был Сианук, премьер-министром — Сон Санн, но наиболее многочисленной и главной боевой силой коалиции оставались «Красные кхмеры». Их Национальная армия Демократической Кампучии значительно превосходила Вооружённые силы национального освобождения кхмерского народа и Национальную армию сианукистов.
В эти годы западный истеблишмент всячески поддерживал красных кхмеров. Так, неоконсерватор Дуглас Пайк, специалист по вопросам Индокитая охарактеризовал Пол Пота как «харизматического лидера кровавой, но успешной крестьянской революции», и отрицал опасность нового захвата власти красными кхмерами.

## Внутренние противоречия и упадок движения
Несмотря на жёсткую иерархию и репрессии, в руководстве красных кхмеров с самого начала существовали противоречия.
В 1971—1975 годах в партизанском движении южных и восточных районов Камбоджи доминировали не красные кхмеры, а союзное им, но существенно более умеренное по своим взглядам движение Кхмер Румдо, поддерживавшее принца Сианука. Их униформа (вьетнамского образца) отличалась от одежды красных кхмеров (чёрного цвета). К 1975 году движение Кхмер Румдо формально подчинилось красным кхмерам, которые вскоре начали репрессии против их лидеров. Одной из первых жертв стал весьма популярный среди рядовых сторонников Ху Юн, активно критиковавший чрезмерную жестокость; он был убит через несколько месяцев после захвата власти. В сентябре 1976-го Пол Пот был вынужден уступить пост премьер-министра Нуон Чеа, который, однако, оказался его верным союзником, помог ему подавить путч и через месяц вновь уступил ему должность. Через 9 месяцев был казнён член высшего руководства Ху Ним.
Несмотря на разгром фракции Кхмер Румдо, деятели среднего звена продолжили борьбу и стали частью провьетнамского партизанского движения, лидер которого, Хенг Самрин, был поставлен у власти в Кампучии после победы вьетнамских войск.
На фотографиях жертв тюрьмы Туол Сленг многие из них носят характерную одежду и причёски «красных кхмеров», что также говорит о внутрипартийных репрессиях.
Иногда слухи о внутренних противоречиях распускались режимом намеренно. Так, несмотря на активную антивьетнамскую политику сразу после прихода к власти, Нуон Чеа удавалось выдавать себя за лоббиста вьетнамских интересов в руководстве «красных кхмеров» и даже получать материальную помощь от Вьетнама.
Изгнание «красных кхмеров» и образование правительства Хун Сена привело к изменению риторики «красных кхмеров». Без особой огласки были реабилитированы некоторые бывшие жертвы, в частности, Ху Юн, чьё имя стало упоминаться с положительными эпитетами.
Согласие лидера Кампучии Хун Сена на создание коалиционного правительства при участии ООН и вывод вьетнамских войск из страны привело к тому, что международное признание его правительства возросло, а влияние красных кхмеров стало падать. В конце 1980 — начале 1990-х годов продолжались переговоры между красными кхмерами, правительством Кампучии-Камбоджи и другими оппозиционными силами, в ходе которых красные кхмеры изначально ставили неприемлемые условия. В 1992 году под формальным председательством Кхиеу Сампхана была создана Камбоджийская партия национального единства, ставшая политическим представительством «красных кхмеров» (официальной идеологией новой партии была объявлена либеральная демократия). Партия сохранила вооружённое крыло и развернула партизанскую войну против правительства. В то время движение насчитывало от 10 до 20 тысяч бойцов (из них 5 тысяч непримиримых), а в середине 1993 года красные кхмеры контролировали 15-20 % территории страны. Летом 1994 года были уничтожены базы красных кхмеров в южной части страны — в провинциях Кампонг Чам и Кампот. В ноябре 1994 года Таиланд заявил, что прекращает поддержку красных кхмеров, а также отказывает им в предоставлении убежища на своей территории. Об отказе в поддержке красных кхмеров заявил и Китай.
В середине 1990-х в движении красных кхмеров наступил упадок. В 1996 году капитулировала группировка красных кхмеров в центральных районах страны на плато Ораль общей численностью 740 бойцов и 880 человек вспомогательного состава под командованием Кео Пунга. В августе 1996 года Иенг Сари (бывший Брат № 2) демонстративно порвал с «фашистским режимом Пол Пота», учредил партию Движение демократического национального союза и фактически вступил в альянс с правительством Хун Сена, получив мандат на управлением Пайлином. Вместе с ним на сторону правительства перешло 9 дивизий с общей численностью 2,5 тысячи бойцов. Это послужило началом ускоренного распада движения. С 1995 по 1996 год ряды красных кхмеров покинуло 18 тысяч бойцов.
В 1997 году внутренняя борьба продолжилась и обострилась. От движения откололся один из его влиятельных лидеров Кхиеу Сампхан (бывший Брат № 5), создавший собственную Кхмерскую партию национальной солидарности. Возросшая подозрительность Пол Пота стала причиной жестокой казни в июне 1997 года Сон Сена вместе со всей семьёй. После этого Та Мок арестовал Пол Пота и провёл над ним показательный процесс, одновременно разрешив иностранным журналистам общаться с ним.
Исчезновение движения красных кхмеров датируется 1998 годом. В 1998 году после смерти руководителя Пол Пота движение продолжило существовать. Формальный лидер движения, Кхиеу Сампхан, фактически лишён власти и живёт в уединении. Один из лидеров «красных кхмеров», Иенг Сари, подписал перемирие с правительством Камбоджи, которое признало его контроль над западными территориями страны. Бывший командующий войсками «красных кхмеров» Сон Сен был убит при попытке перебежать к противнику. Последний радикальный полевой командир «красных кхмеров» Та Мок был арестован в марте 2000 года. На 2005 год небольшие отряды «красных кхмеров» наблюдались только в провинциях Ратанакири и Стынгтраенг.
21 июля 2006 года умер последний командир «красных кхмеров» Та Мок. О новом руководстве движения ничего не известно.
19 сентября 2007 года был арестован 80-летний Нуон Чеа по прозвищу «Брат номер два», ему предъявили обвинения в преступлениях против человечности. В 50-е и 60-е годы Нуон Чеа помогал диктатору Пол Поту прийти к власти и затем стал главным идеологом движения. Спустя несколько недель последовали аресты и других ключевых фигур «красных кхмеров», ранее сдавшихся правительству Камбоджи (в том числе Иенг Сари и Кхиеу Сампхана). Их дела рассматривали Чрезвычайные палаты в судах Камбоджи.
По состоянию на 2007 год остатки отрядов «красных кхмеров» продолжали скрываться в джунглях, промышляя разбоем и контрабандой.
Один из лидеров «красных кхмеров» Иенг Сари скончался в столице Камбоджи 14 марта 2013 года.